# Gandž Name
Gandž Name (perzijsko گنجنامه, dobesedno knjiga zaklada) je naziv dveh starodavnih napisov v steni gore Alvand 5 km jugozahodno od Hamadana v Iranu. Napisa sta vklesana v granit. Levega je dal napisati Darej Veliki (vladal 521-485 pr. n. št.), desnega pa Kserkses Veliki (vladal 485-465 pr. n. št.).  Oba sta napisana v klinopisu v staroperzijskem, novobabilonskem in novoelamitskem jeziku. Začenjata se z molitvijo k zoroastrskemu bogu Ahura Mazdi in opisujeta izvor in dejanja omenjenih vladarjev.
Kasnejše generacije, ki niso znale brati klinopisa, so domnevale, da vsebujeta navodila, kako priti do ogromnega  zaklada, zato so ju poimenovali Ganž Name – knjiga zaklada. Imenovali so ju tudi Džang  Name, kar dobesedno pomeni  knjiga vojne.
- Darejev napis
- Kserksesov napis

## Kserksesov napis
Na desnem napisu, pisanem v staroperzijskem klinopisu, piše:
Prevod:
Veliki bog Ahura Mazda, največji od vseh bogov, ki je ustvaril zemljo in nebo in ljudi, ki je ustvaril Kserksesa kralja, izjemnega kralja kot izjemnega vladarja med neštetimi vladarji; jaz, veliki vladar Kserkses, kralj kraljev, kralj držav s številnimi prebivalci, kralj tega obširnega kraljestva z daljnimi ozemlji, sin ahemenidskega vladarja Dareja.
Na parkirnem prostoru pod izvirnima napisoma sta postavljeni sodobni kopiji napisov z razlagama v perzijskem in angleškem jeziku.